# Boy with Luv
«Boy with Luv» (en hangul, 작은 것들을 위한 시) es una canción grabada por la boy band surcoreana BTS, en colaboración con la cantante estadounidense Halsey. Fue lanzada digitalmente el 12 de abril de 2019 como el sencillo principal del sexto EP del grupo, Map of the Soul: Persona.

## Antecedentes y lanzamiento
El primer tráiler de la canción fue publicado por Big Hit el 7 de abril de 2019 en su canal oficial de YouTube, en tanto que el segundo adelanto fue lanzado tres días más tarde. El vídeo musical oficial fue publicado en YouTube el 12 de abril a las 18:00 KST, logrando superar el récord del vídeo más visto de YouTube en 24 horas tras su publicación, al alcanzar 74.6 millones de visitas.

## Promoción
El 13 de abril de 2019 BTS fue el invitado musical del programa Saturday Night Live, donde se interpretó la canción. El grupo también presentó el tema con Halsey en los Billboard Music Awards 2019 celebrados el 1 de mayo.

## Créditos y personal
Los créditos están adaptados de las notas de Map of the Soul: Persona.
- Pdogg – producción, composición, teclado, sintetizador, arreglo vocal y de rap, ingeniero de audio, edición digital
- RM – composición, arreglo de rap, ingeniero de audio
- Michel "Lindgren" Schulz – composición, ingeniero de audio
- "hitman" bang – composición
- Suga – composición
- Emily Weisband – composición
- J-Hope – composición
- Ashley Frangipane – composición, coro
- Lee Tae-wook – guitarra
- Jungkook – coro
- Park Jin-se − ingeniero de audio
- Alex Williams − ingeniero de audio
- ADORA – edición digital

## Posicionamiento en listas

### Semanales
| Lista (2019)                                 | Mejor posición |
| -------------------------------------------- | -------------- |
| Alemania (Official German Charts)            | 47             |
| Argentina (LOS40 Argentina)                  | 1              |
| Argentina (Argentina Hot 100)                | 21             |
| Austria (Ö3 Austria Top 40)                  | 27             |
| Australia (ARIA)                             | 10             |
| Bélgica (Flandes) (Ultratip Bubbling Under)  | 4              |
| Bélgica (Valonia) (Ultratip Bubbling Under)  | 17             |
| Canadá (Hot 100)                             | 7              |
| Corea del Sur (Gaon)                         | 1              |
| Corea del Sur (K-pop Hot 100)                | 1              |
| Escocia (Official Charts Company)            | 14             |
| Eslovaquia (Singles Digitál Top 100)         | 4              |
| España (PROMUSICAE)                          | 65             |
| Estonia (Single Top 40)                      | 4              |
| Estados Unidos (Billboard Hot 100)           | 8              |
| Estados Unidos (Billboard Mainstream Top 40) | 22             |
| Finlandia (Suomen virallinen lista)          | 20             |
| Francia (SNEP)                               | 114            |
| Grecia (IFPI Greece)                         | 5              |
| Hungría (MAHASZ Single)                      | 1              |
| Hungría (MAHASZ Stream)                      | 6              |
| Irlanda (IRMA)                               | 14             |
| Italia (FIMI)                                | 60             |
| Japón (Japan Hot 100)                        | 7              |
| Japón (Oricon)                               | 12             |
| Letonia (Latvijas Top 40)                    | 9              |
| Malasia (RIM)                                | 1              |
| México (Monitor Latino)                      | 2              |
| México (Billboard Mexico Airplay)            | 1              |
| México (Billboard Ingles Airplay)            | 4              |
| Noruega (VG-lista)                           | 24             |
| Nueva Zelanda (Recorded Music NZ)            | 12             |
| Países Bajos (Single Top 100)                | 58             |
| Polonia (ZPAV)                               | 57             |
| Portugal (AFP)                               | 14             |
| Reino Unido (OCC)                            | 13             |
| República Checa (Singles Digitál Top 100)    | 11             |
| Rusia (Tophit)                               | 13             |
| Suecia (Sverigetopplistan)                   | 29             |
| Suiza (Schweizer Hitparade)                  | 27             |

## Reconocimientos
| Fecha       | Programa         | Resultado | Ref    |
| ----------- | ---------------- | --------- | ------ |
| 19 de abril | Music Bank       | Ganador   | [ 47 ] |
| 20 de abril | Show! Music Core | Ganador   | [ 48 ] |
| 24 de abril | Show Champion    | Ganador   | [ 49 ] |
| 25 de abril | M Countdown      | Ganador   | [ 50 ] |
| 26 de abril | Music Bank       | Ganador   | [ 51 ] |
| 27 de abril | Show! Music Core | Ganador   | [ 52 ] |
| 28 de abril | Inkigayo         | Ganador   | [ 53 ] |
| 3 de mayo   | Music Bank       | Ganador   | [ 54 ] |
| 11 de mayo  | Show! Music Core | Ganador   | [ 55 ] |
| 12 de mayo  | Inkigayo         | Ganador   | [ 56 ] |
| 17 de mayo  | Music Bank       | Ganador   | [ 57 ] |
| 18 de mayo  | Show! Music Core | Ganador   | [ 58 ] |
| 19 de mayo  | Inkigayo         | Ganador   | [ 59 ] |
| 24 de mayo  | Music Bank       | Ganador   | [ 60 ] |
| 25 de mayo  | Show! Music Core | Ganador   | [ 61 ] |
| 1 de junio  | Show! Music Core | Ganador   | [ 62 ] |
| 8 de junio  | Show! Music Core | Ganador   | [ 63 ] |
| 14 de junio | Music Bank       | Ganador   | [ 64 ] |
| 15 de junio | Show! Music Core | Ganador   | [ 65 ] |
| 21 de junio | Music Bank       | Ganador   | [ 66 ] |
| 22 de junio | Show! Music Core | Ganador   | [ 67 ] |

## Certificaciones y ventas
| Australia (ARIA)      | Platino          | 70 000      |
| Canadá (MC)           | Oro              | 40 000      |
| Colombia (ASINCOL)    | Oro              | 10 000      |
| Corea del Sur (KMCA)  | Platino          | 2 500 000   |
| Estados Unidos (RIAA) | Platino          | 1 000 000   |
| México (AMPROFON)     | 2× Platino + Oro | 150 000     |
| Reino Unido (BPI)     | Plata            | 200 000     |
| España (PROMUSICAE)   | Oro              | 30 000      |
| Streaming             |                  |             |
| Japón (RIAJ)          | Platino          | 100 000 000 |
| Corea del Sur (KMCA)  | 2× Platino       | 200 000 000 |

## Historial de lanzamiento
| País           | Fecha               | Formato                     | Sello                          | Ref.          |
| -------------- | ------------------- | --------------------------- | ------------------------------ | ------------- |
| Varios         | 12 de abril de 2019 | Descarga digital, streaming | Big Hit, Columbia, Astralwerks | [ 78 ] [ 79 ] |
| Estados Unidos | 16 de abril de 2019 | Contemporary hit radio      | Big Hit, Columbia              | [ 80 ]        |
| Italia         | 26 de mayo de 2019  | Contemporary hit radio      | Sony Music                     | [ 81 ]        |